# متى 12

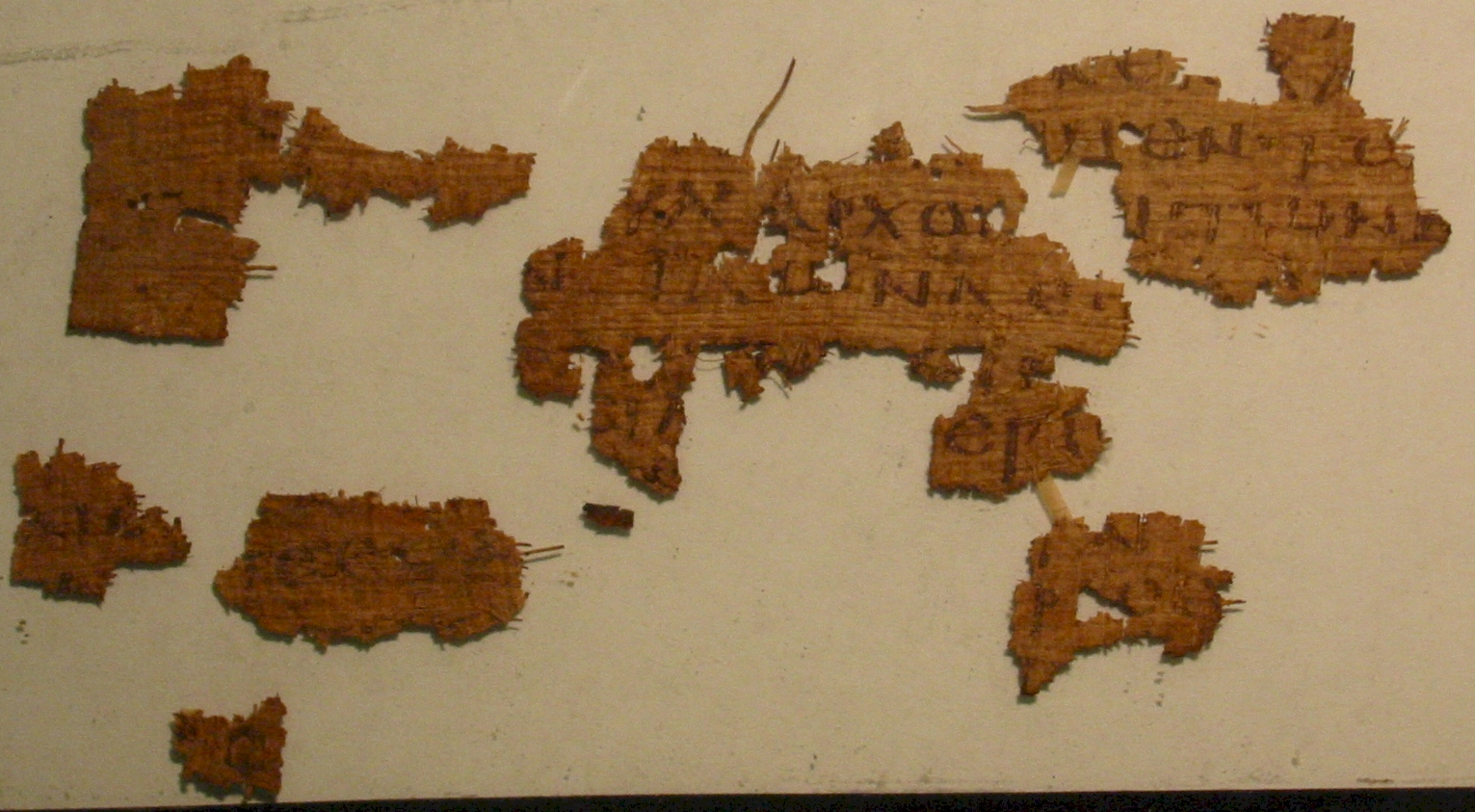

متى 12 هو الفصل الثاني عشر في إنجيل متى في قسم العهد الجديد من الكتاب المقدس المسيحي. ويتابع سرد خدمة يسوع في الجليل.

## العدد 28 من الإصحاح
يقول المسيح: وَلكِنْ إِنْ كُنْتُ أَنَا بِرُوحِ اللهِ أُخْرِجُ الشَّيَاطِينَ، فَقَدْ أَقْبَلَ عَلَيْكُمْ مَلَكُوتُ اللهِ!

يقول يسوع أنه يخرج الشياطين بروح الله.

## صفحات ذات صلة
- اسمع يا إسرائيل
- يوحنا 5
- مرقس 12